# Лингва франка
Ли́нгва фра́нка (итал. lingua franca «франкский язык») — язык или диалект, систематически используемый для коммуникации между людьми, родными языками которых являются другие.
Лингва франка появлялись на протяжении всей человеческой истории, иногда по коммерческим причинам (так называемые «торговые языки»), но в основном к их появлению приводили религиозные, дипломатические и культурные причины, также они выступали средством передачи знаний между учёными, говорившими на разных языках. Термин «лингва франка» берёт своё название от средиземноморского лингва франка. Подвид лингва франка — международный язык, на котором говорят и которому учатся по всему миру.

## Характеристика
Лингва франка — функциональный термин, не связанный с историей или структурой языка. Пиджины и креолы часто являются лингва франка, но многие из лингва франка не являются ни пиджинами, ни креолами.
Антоним лингва франка — местный язык, родной для значительной части населения некой области, тогда как лингва франка используется в качестве второго языка за пределами общества, в котором он появился. Например, английский язык является родным для жителей Великобритании и в то же время он используется в качестве лингва франка на Филиппинах. Аналогично используются арабский, испанский, португальский, русский, севернокитайский (крупнейший китайский диалект) и французский.
Международные вспомогательные языки, такие как эсперанто или лингва франка нова, не получили широкого распространения и не были приняты на глобальном уровне, поэтому их нельзя называть глобальными лингва франка.

## Этимология
Исторически термин «лингва франка» обозначал смешанный средиземноморский язык, также известный как «сабир» (от исп. saber «знать, понимать»), использовавшийся в коммерции и международных отношениях в средиземноморском регионе со времён позднего Средневековья (особенно во время эпохи Возрождения) вплоть до XVIII века. В то время итальянские торговцы доминировали в морской торговле в портовых городах Османской империи, и там широко распространилась упрощённая версия итальянского языка, включающая множество заимствований из греческого, старофранцузского, португальского, окситанского и испанского языков, а также из арабского и турецкого. Само это слово — это итальянский перевод арабского выражения lisan al-ifrang, арабское же название возникло из-за того, что ещё со времён крестовых походов арабы называли всех западноевропейцев франками; франкскими они называли и романские языки.

## Примеры
Лингва франка существовал ещё в древности. Латынь и греческое койне были лингва франка Римской империи и эллинистического мира. Аккадский язык (вымерший в Античности), а затем и арамейский долго оставались лингва франка обширных территорий в Передней Азии. В настоящее время койне также стало нарицательным названием такого типа лингва франка, который используется не только в торговле и бытовом общении, но и в других сферах.
В некоторых странах лингва франка также является национальным языком. Индонезийский является лингва франка в Индонезии, хотя у яванского больше носителей. Тем не менее индонезийский является единственным официальным языком и на нём говорят по всей стране. Персидский также является лингва франка и национальным языком Ирана одновременно.
На постсоветском пространстве в качестве лингва франка выступает русский язык. В Южной Америке — испанский и кечуа. В арабских и исламских странах в качестве лингва франка часто выступает арабский язык. В Африке примерами лингва франка, помимо арабского, могут служить такие языки, как французский язык, суахили, хауса, бамана и африкаанс. 
Хиндустани (хинди-урду) — лингва франка Пакистана и Северной Индии[самостоятельно публикуемый источник]. Множество индийских штатов приняли формулу о трёх языках, по которой студенты в хиндиязычных штатах учат:
- хинди (вместе с санскритом);
- урду или любой другой современный индийский язык (предпочтительно один из южноиндийских);
- английский или другой современный европейский язык.

Для не-хиндиязычных штатов предусмотрен немного изменённый список:
- региональный язык;
- хинди;
- урду или любой другой современный индийский язык (кроме хинди и регионального);
- английский или другой современный европейский язык.

Хинди также является лингва франка для жителей Аруначал-Прадеша, довольно разнообразного в языковом плане штата на северо-востоке Индии. По различным оценкам, около 90 процентов населения штата знает хинди.
Единственный задокументированный язык жестов, используемый в качестве лингва франка — язык жестов североамериканских индейцев, использовавшийся на большей части Северной Америки. У многих коренных народов он был вторым языком. Этот язык вытеснил жестовый язык Колумбийского плато, ныне вымерший. Плохо изученный инуитский жестовый язык похожим образом использовался среди инуитов в Арктике.
Часто в роли лингва франка выступают пиджины, однако в его качестве может использоваться и полноценный язык, который не является родным ни для одной из использующих его этнических групп (примером может послужить английский язык, используемый как лингва франка во многих странах Британского Содружества).
Кроме того, английский язык сейчас является лингва франка и в европейском бизнесе, науке, судоходстве и авиации. Он также заменил французский как язык дипломатии после Второй мировой войны в результате евроатлантической интеграции и усиления роли США в регионе и в мире.
В Евросоюзе использование английского языка в качестве лингва франка привело к появлению нового диалекта, «евроанглийского».